# Fernandinho (cầu thủ bóng đá, sinh 1981)
Éldis Fernando Damasio, còn được biết với tên Fernandinho (フェルナンジーニョ, sinh ngày 13 tháng 1 năm 1981), là một cầu thủ bóng đá người Brasil thi đấu ở vị trí tiền vệ tấn công thi đấu cho Gainare Tottori.

## Thống kê sự nghiệp câu lạc bộ
Cập nhật đến ngày 23 tháng 2 năm 2017.
| Thành tích câu lạc bộ | Thành tích câu lạc bộ | Thành tích câu lạc bộ | Giải vô địch | Giải vô địch | Cúp                   | Cúp                   | Cúp Liên đoàn | Cúp Liên đoàn | Châu lục | Châu lục  | Tổng cộng | Tổng cộng |
| Mùa giải              | Câu lạc bộ            | Giải vô địch          | Số trận      | Bàn thắng    | Số trận               | Bàn thắng             | Số trận       | Bàn thắng     | Số trận  | Bàn thắng | Số trận   | Bàn thắng |
| Nhật Bản              | Nhật Bản              | Nhật Bản              | Giải vô địch | Giải vô địch | Cúp Hoàng đế Nhật Bản | Cúp Hoàng đế Nhật Bản | J. League Cup | J. League Cup | AFC      | AFC       | Tổng cộng | Tổng cộng |
| --------------------- | --------------------- | --------------------- | ------------ | ------------ | --------------------- | --------------------- | ------------- | ------------- | -------- | --------- | --------- | --------- |
| 2004                  | Gamba Osaka           | J1 League             | 28           | 10           | 4                     | 1                     | 7             | 2             | -        | -         | 39        | 13        |
| 2005                  | Gamba Osaka           | J1 League             | 34           | 7            | 2                     | 0                     | 11            | 3             | -        | -         | 47        | 10        |
| 2006                  | Gamba Osaka           | J1 League             | 19           | 6            | 0                     | 0                     | 2             | 0             | 6        | 5         | 27        | 11        |
| 2007                  | Shimizu S-Pulse       | J1 League             | 33           | 9            | 2                     | 0                     | 4             | 0             | -        | -         | 39        | 9         |
| 2008                  | Shimizu S-Pulse       | J1 League             | 13           | 1            | 0                     | 0                     | 3             | 2             | -        | -         | 16        | 3         |
| 2008                  | Kyoto Sanga F.C.      | J1 League             | 16           | 3            | 1                     | 0                     | 0             | 0             | -        | -         | 17        | 3         |
| 2009                  | Oita Trinita          | J1 League             | 15           | 3            | 2                     | 0                     | 0             | 0             | -        | -         | 17        | 3         |
| 2010                  | Vegalta Sendai        | J1 League             | 26           | 8            | 0                     | 0                     | 4             | 1             | -        | -         | 30        | 9         |
| 2012                  | Ventforet Kofu        | J2 League             | 17           | 1            | 1                     | 0                     | -             | -             | -        | -         | 18        | 1         |
| 2014                  | Gainare Tottori       | J3 League             | 15           | 7            | 0                     | 0                     | -             | -             | -        | -         | 15        | 7         |
| 2015                  | Gainare Tottori       | J3 League             | 14           | 5            | 0                     | 0                     | -             | -             | -        | -         | 14        | 5         |
| 2016                  | Gainare Tottori       | J3 League             | 26           | 7            | 2                     | 1                     | -             | -             | -        | -         | 28        | 8         |
| Tổng                  | Tổng                  | Tổng                  | 256          | 67           | 14                    | 2                     | 31            | 8             | 6        | 5         | 307       | 82        |